# Mane, Haute-Garonne

Mane este o comună în departamentul Haute-Garonne din sudul Franței. În 2009 avea o populație de 998 de locuitori.

## Evoluția populației
| An        | 1975  | 1982  | 1990  | 1999  | 2006 | 2009 |
| --------- | ----- | ----- | ----- | ----- | ---- | ---- |
| Populație | 1.019 | 1.093 | 1.054 | 1.026 | 967  | 998  |